# 島津貴澄
島津 貴澄（しまづ たかずみ）は、江戸時代後期の薩摩藩士。大隅郡垂水領主。藩主一門垂水島津家10代当主。

## 経歴
元文3年（1738年）11月1日、薩摩藩第4代藩主島津吉貴の六男として父の隠居後に生まれる。母は側室のお幾（郷田兼近の娘）。異母兄に5代藩主継豊、垂水家先代当主の貴儔、同母兄に重富島津家を創設した忠紀、宮之城島津家を相続した久亮、異母弟に今和泉島津家を創設した忠卿がいる。極秘のうちに養子となり、貴儔の直子とされる。
安永4年（1775年）、貴儔が隠居して一門垂水家の家督を相続した。家中の家格は重富家、加治木家に次ぐ3番目の席次となり、これまで前当主貴儔一代限り一門家筆頭であった垂水家当主の席次は原則通りとなる。
安永5年（1776年）に垂水領内に郷校「文行館」を設立し、高崎から市川鶴鳴、讃岐から乾徽猷、本藩からも向井友章、黒田為国等儒学者を招聘して教育に当たらせた。
安永8年（1779年）10月、桜島の安永大噴火の際に、被災者の救助や復旧に尽力した。安永10年（1781年）5月、噴火による死者を供養するために、松岳寺境内に桜島焼亡塔を建てた。
享和3年（1803年）12月1日、隠居し家督を婿養子の貴品に譲る。文化4年（1807年）3月5日死去。享年70。

## 人物
詩文に巧みで詩集「廃簏詩稿」8巻が、文化9年（1812年）に刊行された。

## 参考サイト
- 西尾市岩瀬文庫／古典籍書誌データベース